# American Computer Science League
ACSL, sau American Computer Science League, este un concurs internațional de informatică la care participă mai mult de 200 de școli (licee). Fiecare rundă a acestui concurs constă în două părți: o secțiune scrisă și una de programare. Testele scrise includ categoriile "ce face acest program?", electronică digitală, algebra booleană, sisteme de numerație, funcții recursive, structuri de date (arbori de căutare binari, stive și cozi), programare în LISP, bit string flicking, teoria grafurilor, programare în limbaj ansamblor și notații prefixată/postfixată/infixată.

## Divizii
Există patru divizii la ACSL: cea pe clasă, cea de juniori, cea pentru intermediari și pentru seniori. Categoria de juniori este recomandată pentru elevii de gimnaziu (niciun elev mai mare de clasa a 9-a nu poate concura). Categoriile pentru intermediari și seniori sunt recomandate pentru elevii de liceu, categoria de seniori fiind mai grea. La competiția "All-Star" (finala competiției, are loc în fiecare an într-o localitate aleasă din S.U.A.), echipele de Juniori pot avea numai 5 membri, iar cele de seniori și intermediari pot fi de câte 3 sau 5. Fiecare echipă concurează împotriva altor echipe de aceeași mărime și categorie.

## Rundele preliminare
În rundele preliminare, în care elevii concurează individual cu scopul de a-și califica școala la competiția All-Star. Sunt patru runde preliminare. În aceste runde este o probă scrisă și una de programare. În partea de programare, elevii au 72 de ore pentru a face un program în orice limbaj de programare pentru a îndeplini condițiile impuse de organizatori. În partea scrisă, elevii au 30 de minute pentru a răspunde la 5 întrebări bazate pe anumite cunoștințe. Studenții primesc apoi un scor de până la 10 puncte (5 pentru partea scrisă, 5 pentru programare).

## Competiția All-Star
Competiția All-Star este organizată într-o locație diferită în fiecare an. Echipelor le sunt acordate 3 ore pentru a obține până la 60 (40 pentru Juniori) de puncte reușind să facă diverse programe. Fiecărui membru al echipei îi este acordată o oră (45 de minute pentru Juniori) pentru a face un test grilă cu 12 (8 pentru Juniori) întrebări bazate pe subiectele din testele scrise din rundele preliminare. Scorurile la programare și scorurile individuale sunt adunate pentru a se afla câștigătorii. Premiile sunt date echipelor cu cele mai mari scoruri și fiecărui elev, luându-se în considerare scorurile la testul grilă. 
România trimite în fiecare an echipe în America, prin Colegiul Național Sfântul Sava, Colegiul Național de Informatică „Grigore Moisil”, Colegiul Național  „Andrei Șaguna” din Brașov, Cygnus Computer Romania și Colegiul Național de Informatica „Tudor Vianu” din București. Din 2012, listei i se alătură și Colegiul Național „Elena Cuza” din București. În 2014 a participat cu o echipă și Colegiul Național „Unirea” din Brașov.